# Anouk Geurts
Anouk Geurts (Gent, 3 april 2000) is een Belgisch zeilster. Ze vormt met stuurvrouw Isaura Maenhaut een koppel dat deelneemt aan wedstrijden in de 49 FX-klasse. Ze werden Europees kampioen in 2024.

## Levensloop
Geurts deed als bemanningslid mee aan een talentproject van de Koninklijke Belgische zeilfederatie. Het doel daarvan was het halen van de Olympische Zomerspelen in Tokio, in de Nacra 17-klasse. Hierin zeilen catamarans met gemengde bemanning. Maenhaut deed mee aan hetzelfde project, maar dan als stuurvrouw op een andere boot. Ze trainden veel samen en sliepen op dezelfde kamer tijdens stages en wedstrijden. Door blessures stopte het talentproject, waarna de vriendinnen samen in een vrouwenboot stapten.
In maart 2021 werden Geurts en Maenhaut zevende in de internationale zeilregatta van Lanzarote, waarmee ze zich kwalificeerden voor de Olympische Zomerspelen te Tokio. In de olympische 49erFX werden ze veertiende. Het duo kwam enkele maanden later op het Wereldkampioenschap 49erFX in Oman op de 7e plaats terecht.
Op het WK in het Canadese Halifax, in september 2022, werden Geurts & Maenhaut tiende. Op het Olympisch testevenement in juli 2023 eindigde het duo als vijfde. Op het WK in Scheveningen in augustus 2023 werden ze vierde. Dankzij de goede resultaten op de kampioenschappen plaatsten ze zich voor Parijs 2024. In aanloop naar de spelen werden ze in mei 2024 Europees kampioen in het Franse La Grande-Motte, arrondissement Montpellier. In het Olympische zeiltoernooi, gehouden in Marseille, werden ze wederom veertiende.
Na de spelen van 2024 ontsloeg Wind en Watersport Vlaanderen alle coaches, waaronder de Tsjech Jakub Kozelsky, die Geurts en Maenhaut sinds het talentproject had begeleid. Begin 2025 werd Alain Sign aangesteld als zijn opvolger. Op het EK in juni 2025 werd het duo derde. In juli won het duo de Gdynia Sailing Days in Polen, een voorbereidingswedstrijd op het WK van 2027 op dezelfde locatie. In augustus liep Geurts een hersenschudding op bij een ongeluk op het water. Om te herstellen moest ze een tijdje absoluut niks doen.
Geurts studeert naast het zeilen halftijds psychologie aan de Universiteit Gent.

## Onderscheidingen
- Belgian Sailing Award: Zeilteam van het jaar 2021[13]
- Belgian Sailing Award: Zeilteam van het jaar 2024[14]